# Massacre de Sábado à Noite

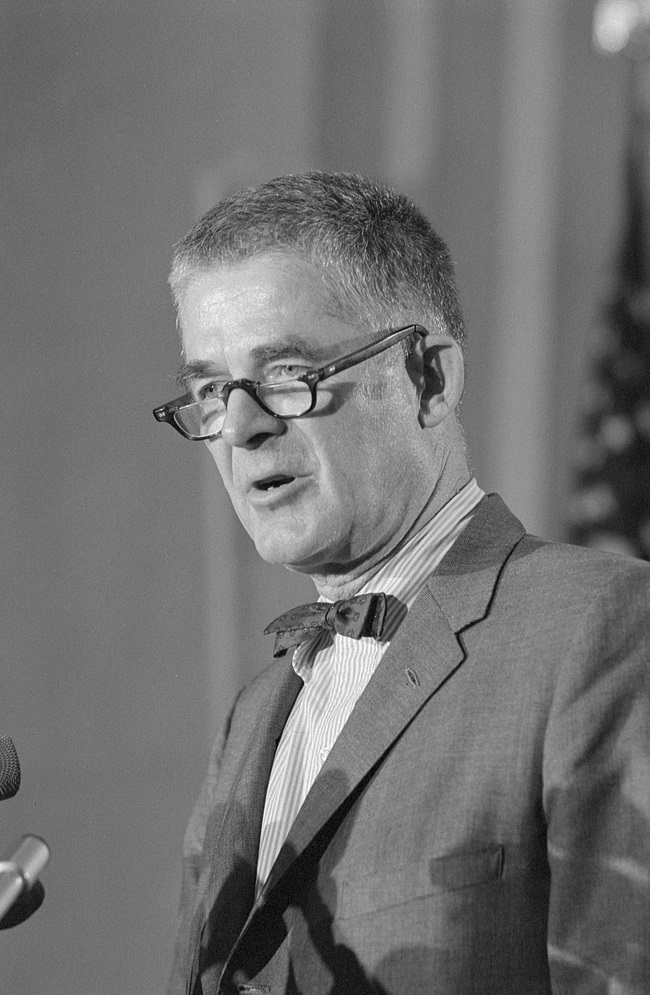
Archibald Cox (na foto) era procurador especial de Watergate até ser demitido por ordens de Richard Nixon, no que ficou conhecido como o "Massacre de Sábado à Noite".

O Massacre de Sábado à Noite refere-se às ordens do Presidente dos Estados Unidos, Richard Nixon, de demitir o promotor especial independente Archibald Cox, o que levou às renúncias do Procurador-Geral, Elliot Richardson, e do Vice-Procurador-Geral, William Ruckelshaus, em 20 de outubro de 1973, durante o escândalo de Watergate.

## Demissão
O Procurador-Geral Elliot Richardson nomeou Cox em maio de 1973, depois de prometer ao Comitê Judiciário da Câmara dos Representantes que nomearia um promotor especial para investigar os eventos relacionados à invasão dos escritórios do Comitê Nacional Democrata no Watergate Hotel em Washington, D.C, em 17 de junho de 1972. A nomeação foi criada como uma posição de carreira reservada no departamento de Justiça, o que significa que foi feita sob a autoridade do Procurador-Geral, que só poderia remover o promotor especial "por justa causa", como, por exemplo, se existirem irregularidades graves ou malversação no cargo. Richardson, em suas audiências de confirmação perante o Senado, prometeu não usar sua autoridade para demitir o promotor especial de Watergate, a não ser "por justa causa".
Quando Cox emitiu uma intimação a Nixon, pedindo cópias de conversas gravadas no Salão Oval, o presidente se recusou a cumprir. Na sexta-feira, dia 19 de outubro de 1973, Nixon ofereceu o que mais tarde se tornou conhecido como o Compromisso Stennis, em que pediu ao Senador John C. Stennis, um democrata do Estado de Mississippi, para ouvir as fitas e depois resumi-las a Cox. O procurador especial recusou o compromisso na mesma noite e acreditava-se que haveria um pequeno descanso na manobra legal enquanto os gabinetes do governo estavam fechados para o fim de semana.
No entanto, no dia seguinte, um sábado, Nixon ordenou que o Procurador-Geral Richardson demitisse Cox. Richardson recusou e renunciou em protesto. Nixon ordenou então ao Vice-Procurador-Geral William Ruckelshaus que cumprisse a ordem contra Cox. Ruckelshaus também se recusou e renunciou.
Nixon ordenou então que o Advogado-Geral, Robert Bork, como chefe interino do departamento de Justiça, demitisse Cox. Richardson e Ruckelshaus deram garantias pessoais aos comitês de supervisão do Congresso que não interfeririam, mas Bork não o havia feito. Embora Bork mais tarde alegasse que acreditava que a ordem de Nixon era válida e apropriada, ele ainda considerou renunciar para evitar ser "percebido como um homem que fez a ordem do presidente para salvar meu trabalho". No entanto, após ir a Casa Branca em uma limusine e ser empossado como Procurador-Geral em exercício, Bork escreveu a carta demitindo Cox – e o Massacre de Sábado à Noite estava completo.

## Reações

Página inicial do The New York Times, de 21 de outubro de 1973, anunciando a demissão de Cox e as renúncias de Richardson e Ruckleshaus.

Inicialmente, a Casa Branca afirmou ter demitido Ruckelshaus, mas um artigo publicado no dia seguinte pelo jornal The Washington Post indicou que "a carta do presidente a Bork também disse que Ruckelshaus renunciou."
Na noite em que foi demitido, o Vice-Procurador de Archibald Cox e assessores de imprensa realizaram uma emocionada entrevista coletiva, em que argumentaram que a demissão não aconteceria em uma democracia.
Em 14 de novembro de 1973, o juiz Gerhard Gesell decidiu que demitir Cox era ilegal na ausência de uma descoberta de impropriedade extraordinária conforme especificado no regulamento que estabeleceu o cargo de procurador especial.
O Congresso ficou enfurecido com o que viu como um abuso grosseiro do poder presidencial, assim como muitos norte-americanos, que enviaram um número excepcionalmente grande de telegramas para a Casa Branca e o Congresso em protesto. Posteriormente, o jornal The Modesto Bee, da Califórnia, indicou que 71 mil telegramas foram enviados.
Menos de uma semana após o Massacre de Sábado à Noite, uma pesquisa de Oliver Quayle para a NBC News mostrou que, pela primeira vez, uma pluralidade de cidadãos norte-americanos apoiavam o impeachment do Presidente Nixon, com 44% favoráveis, 43% contrários e 13% estavam indecisos, com uma margem de erro de 2 a 3%.

## Impacto e legado

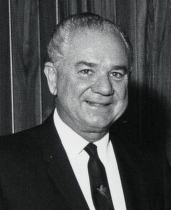
Leon Jaworski (na foto) substituiu Cox como procurador especial.

Nixon foi obrigado a permitir que Bork nomeasse um novo promotor especial. Bork escolheu Leon Jaworski. Havia a dúvida sobre se Jaworski limitaria sua investigação a Watergate ou seguiria Cox e examinasse outras atividades corruptas, como as que envolviam os "encanadores da Casa Branca". Continuando a investigação de Cox, Jaworski analisou amplamente o caso de corrupção envolvendo a Casa Branca.
Enquanto Nixon continuava a se recusar a revelar as fitas, ele concordou em lançar as transcrições de um grande número delas. O presidente disse que o fez em parte porque qualquer áudio pertinente à segurança nacional teria que ser expurgado das fitas. Houve uma controvérsia maior em 7 de novembro, quando foi descoberto que uma parcela de uma fita foi apagada. A secretária pessoal de Nixon, Rose Mary Woods, alegou que apagou acidentalmente a fita. A posterior análise forense determinou que a fita tinha sido apagada em vários segmentos.
Em retrospecto, o jornal brasileiro O Globo concluiu que a demissão "[...] não diminuiu a pressão sobre Nixon. Pelo contrário. Aumentou o interesse da população sobre o caso, e as suspeitas de que o presidente estava ciente de infrações cometidas por sua campanha na invasão do Comitê Nacional Democrata no Edifício Watergate — e que havia trabalhado diretamente para ocultá-las".
O Comitê Judiciário da Câmara dos Representantes não aprovou sua primeira denúncia passível de impeachment até 27 de julho de 1974, quando acusou Nixon de obstruir a justiça. Nixon renunciou menos de duas semanas depois, em 8 de agosto de 1974.
Em suas memórias postumamente publicadas, Bork afirmou que Nixon, após aceitar demitir Cox, prometeu-lhe nomear para o próximo assento que ficasse vago na Suprema Corte. Nixon não conseguiu cumprir sua promessa. O Presidente Ronald Reagan nomeou Bork para a Suprema Corte em 1987, mas a indicação foi rejeitada pelo Senado com 58 votos contrários e 42 favoráveis.

## Nota
- Este artigo foi inicialmente traduzido, total ou parcialmente, do artigo da Wikipédia em inglês cujo título é «Saturday Night Massacre», especificamente desta versão.